# Жизнь в Лондоне
«Жизнь в Лондоне» (англ. Life in London, полное название Life in London; or, The Day and Night Scenes of Jerry Hawthorn, Esq., and his elegant friend, Corinthian Tom, accompanied by Bob Logic, the Oxonian, in their Rambles and Sprees through the Metropolis) — роман английского писателя Пирс Игана.
В романе изображено путешествие по Лондону двух молодых людей и их друзей, встречающих как светскую, так и бедную жизнь. Цветные иллюстрации Джорджа и Айзека Крукшенков, вызывали большой интерес к этому произведению.

## История
В 1821 году Иган объявил о публикации регулярного журнала «Жизнь в Лондоне», который появлялся ежемесячно и стоил один шиллинг. Журнал иллюстрировался Джорджом Крукшенком и был посвящен королю Георгу IV, при дворе которого когда-то находился Пирс Иган. Первое издание «Жизнь в Лондоне» появилось 15 июля 1821 года. Очерки Игана, вышедшие отдельным изданием в виде романа в ноябре 1821 года, считаются прообразом диккенсовских «Записок Пиквикского клуба». Книга стоила 1,16 фунтов стерлингов (что эквивалентно примерно 150 фунтам стерлингов в пересчете на 2020 год).
Сценическая адаптация книги «Жизнь в Лондоне» была выполнена английским драматургом Уильямом Монкриффом; она шла в Театре Адельфи в Лондоне в 1821—1823 годах, а также в нескольких театрах Нью-Йорка, начиная с 1823 года.